# Nick Srnicek
Nick Srnicek (nacido en 1982) es un escritor y académico canadiense. Actualmente es profesor de Economía Digital en el Departamento de Humanidades Digitales, King's College London. Srnicek está asociado con la teoría política del aceleracionismo y una economía posterior a la escasez. 

## Biografía
Srnicek realizó una doble especialización en Psicología y Filosofía antes de completar una maestría en la Universidad de Western Ontario en 2007. Realizó un doctorado en la London School of Economics, completando su tesis en 2013 sobre "Representación de la complejidad: la construcción material de la política mundial". Ha trabajado como profesor visitante en la City University y la Universidad de Westminster.